# Andrew Dominik
Andrew Dominik (Wellington, 7 ottobre 1967) è un regista e sceneggiatore australiano.

## Biografia
Nato in Nuova Zelanda, ma cresciuto in Australia dall'età di 2 anni, nel 1988 si laurea in cinema all'Università Swinburne. Lavora per un decennio nella televisione australiana, dirigendo principalmente spot pubblicitari. Si cimenta per la prima volta nella regia di un lungometraggio con Chopper (2000), basato sull'autobiografia del criminale australiano Mark Brandon Read.

### Vita privata
È stato per otto anni compagno dell'attrice statunitense Robin Tunney. Dopo sette anni di relazione, nel 2017 annuncia il suo fidanzamento con l'attrice australiana Bella Heathcote, per poi separarsene l'anno seguente.

## Filmografia

### Regista

#### Cinema
- Chopper (2000)
- L'assassinio di Jesse James per mano del codardo Robert Ford (The Assassination of Jesse James by the Coward Robert Ford) (2007)
- Cogan - Killing Them Softly (Killing Them Softly) (2012)
- One More Time with Feeling – documentario (2016)
- This Much I Know to Be True – documentario (2022)
- Blonde (2022)

#### Televisione
- Mindhunter – serie TV, episodi 2x04-2x05 (2019)

### Sceneggiatore
- Chopper, regia di Andrew Dominik (2000)
- L'assassinio di Jesse James per mano del codardo Robert Ford (The Assassination of Jesse James by the Coward Robert Ford), regia di Andrew Dominik (2007)
- Cogan - Killing Them Softly (Killing Them Softly), regia di Andrew Dominik (2012)
- Blonde, regia di Andrew Dominik (2022)